# Amerikanska Schackförbundet
United States Chess Federation (USCF), på svenska "USA:s schackförbund", är det nationella schackförbundet i USA.
Förbundet grundades 1939 och är anslutet till FIDE, det internationella världsschackförbundet. Förbundet har sitt kontor i Crossville i Tennessee och dess ordförande sedan 2011 är Ruth Haring.